# Caracal caracal michaelis
Il caracal del Turkmenistan (Caracal caracal michaelis) è una sottospecie minacciata del Caracal. Si può reperire in Kazakistan, Turkmenistan, in Tagikistan, in Uzbekistan, in Kirghizistan ed in Cina occidentale. Si nutrono di carni decomposte di animali periti, ma cacciano anche cinghiali e lepri. In Turkmenistan stanno declinando a causa della persecuzione e della devastazione generale dell'habitat in quel paese soprattutto per colpa del prosciugamento del Lago d'Aral. Oggi le autorità tentano di salvare la specie ed il loro habitat. Attualmente un esemplare di caracal del Turkmenistan è esposto allo zoo di San Diego

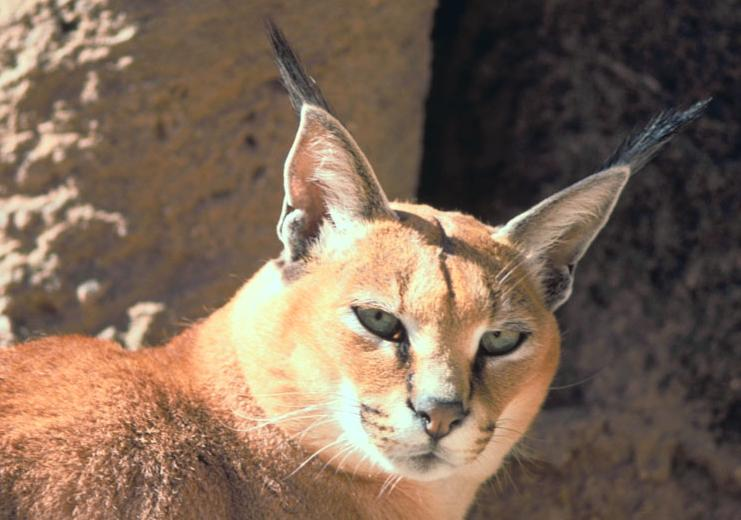
Il Caracal